# Беляев, Владимир Николаевич (хоккеист)
Владимир Николаевич Беляев (20 октября 1958, Усть-Каменогорск, Казахская ССР, СССР) — советский и казахстанский хоккеист и тренер. Сыновья Максим и Дмитрий тоже стали хоккеистами.

## Игрок
Воспитанник усть-каменогорской школы хоккея с шайбой. Играл за ленинградский «Судостроитель» и ВИФК. Последний сезон провёл в родном «Торпедо».

## Тренер
В основном тренировал молодёжные и юниорские сборные Казахстана и клубов Казахстана.
Является первым тренером, выводившим молодёжную сборную Казахстана в элитный раунд. Первый тренер, тренировавший юниорскую сборную Казахстана в элитном раунде.
Тренировал в разные годы «Казцинк-Торпедо». С клубом становился двукратным серебряным призером Казахстана, серебряным и бронзовым призером Кубка Казахстана.
С 2011 по 2013 годы возглавлял «Астану». С клубом он три раза выходил в плей-офф Чемпионата РК.